# Steven Erickson
Steven Richard Erickson (Minneapolis, 14 de agosto de 1961) es un deportista estadounidense que compitió en vela en la clase Star.
Participó en los Juegos Olímpicos de Los Ángeles 1984, obteniendo una medalla de oro en la clase Star (junto con William Earl Buchan). Ganó cinco medallas en el Campeonato Mundial de Star entre los años 1982 y 1992.

## Palmarés internacional
| \| Juegos Olímpicos \| Juegos Olímpicos \| Juegos Olímpicos \| Juegos Olímpicos \| \| Año \| Lugar \| Medalla \| Clase \| \| ------------------ \| ------------------------------ \| ----------------- \| ---------------- \| \| 1984 \| Los Ángeles (Estados Unidos) \| Medalla de oro \| Star \| \| Campeonato Mundial \| \| \| \| \| Año \| Lugar \| Medalla \| Clase \| \| 1982 \| Medemblik (Países Bajos) \| Medalla de bronce \| Star \| \| 1985 \| Nassau (Bahamas) \| Medalla de oro \| Star \| \| 1987 \| Chicago (Estados Unidos) \| Medalla de bronce \| Star \| \| 1988 \| Buenos Aires (Argentina) \| Medalla de oro \| Star \| \| 1992 \| San Francisco (Estados Unidos) \| Medalla de bronce \| Star \| |                                |                   |       |
| Juegos Olímpicos |                                |                   |       |
| Año | Lugar                          | Medalla           | Clase |
| 1984 | Los Ángeles (Estados Unidos)   | Medalla de oro    | Star  |
| Campeonato Mundial |                                |                   |       |
| Año | Lugar                          | Medalla           | Clase |
| 1982 | Medemblik (Países Bajos)       | Medalla de bronce | Star  |
| 1985 | Nassau (Bahamas)               | Medalla de oro    | Star  |
| 1987 | Chicago (Estados Unidos)       | Medalla de bronce | Star  |
| 1988 | Buenos Aires (Argentina)       | Medalla de oro    | Star  |
| 1992 | San Francisco (Estados Unidos) | Medalla de bronce | Star  |